# Sis (Azerbaigian)
Sis è un comune dell'Azerbaigian situato nel distretto di Şamaxı. Conta una popolazione di 346 abitanti.